# Страхиња Станишић
Страхиња Станишић (Сарајево, 23. март 1995) је српски алпски скијаш. Такмичи се у техничким дисциплинама. Члан је Скијашког клуба Радан из Београда.
Био је члан олимпијске екипе Србије, на Зимским олимпијским играма за младе 2012. у Инзбруку у Аустрији. У велеслалому је освојио 19. место, а у слалому није завршио трку. Учествовао је на Светском првенству у Шладмингу 2013. године. на којем се такмичио у велеслалому и освојио 74. место